# 내 아버지로부터의 꿈
《내 아버지로부터의 꿈》은 제44대 미국 대통령 버락 오바마의 자서전이다. 1990년 오바마가 하버드 로스쿨 재학 시절 미국 법학계에서 가장 권위있는 학술지 하버드 로리뷰(Harvard Law Review)의 편집장으로 선출되었을 때 출판 제의를 받았으며, 1995년 일리노이주 주의회 의원 선거를 준비하는 과정에서 출판되었다. 3부로 구성되어 있으며 1부는 대학교까지의 유년시절을, 2부는 시카고 시민운동가 시절의 이야기를, 3부는 가족의 뿌리를 찾기 위한 케냐 여행을 다루고 있다. 흑인으로서의 정체성 혼란을 극복하고, 자신의 조상들의 과거를 이해하는 과정을 묘사하고 있다. 2011년 미국 타임지가 선정한 1923년 이래 100대 영문 논픽션에 포함되었다. 등장인물들은 가족들과 정치적 인물을 제외하고 가명으로 등장하나, 모두 실존 인물들이다.

## 등장 인물
| 실제 이름                               | 책에서의 가명 |
| --------------------------------------- | ------------- |
| Salim Al Nurridin                       | Rafiq         |
| Margaret Bagby                          | Mona          |
| Hasan Chandoo                           | Hasan         |
| Earl Chew                               | Marcus        |
| Frank Marshall Davis                    | Frank         |
| Joella Edwards                          | Coretta       |
| Pal Eldredge                            | Mr. Eldredge  |
| Mabel Hefty                             | Miss Hefty    |
| Loretta Herron                          | Angela        |
| Emil Jones                              | Old Ward Boss |
| Keith Kakugawa                          | Ray           |
| Jerry Kellman                           | Marty Kaufman |
| Yvonne Lloyd                            | Shirley       |
| Ronald Loui / Terrence Loui (composite) | Frederick     |
| Wilfred Mitsuji Oka                     | Freddy        |
| Greg Orme                               | Scott         |
| Johnnie Owens                           | Johnnie       |
| Sohale Siddiqi                          | Sadik         |
| Mike Ramos                              | Jeff          |
| Wally Whaley                            | Smitty        |